# Zygogynum cristatum
Espèce
Statut de conservation UICN

 VU B1+2c : Vulnérable
(1998) 
Zygogynum cristatum est une espèce de plantes à fleurs de la famille des Winteraceae. C'est un arbuste endémique à la Nouvelle-Calédonie.

## Description
C'est un arbuste atteignant 6 m de haut.
Les grandes fleurs, d'un blanc pur ou blanc verdâtre, sont solitaires ou sur des inflorescences partielles.

## Répartition et habitat
La plante est endémique au Centre de la Grande Terre, Mé Ori et Areha (Kouaoua), sur des sols ultramafiques.
L'espèce n'est pas située dans des zones protégées et est menacée par l'exploitation minière et les feux de forêt.